# فراری پی۵۴۰ سوپرفست اپرتا
فراری پی۵۴۰ سوپرفست اپرتا (Ferrari P۵۴۰ Superfast Aperta) خودرویی است که در سال‌های ۲۰۰۹در ایتالیا تولید شده‌است. است.
موتور آن ۱۴۰ سی‌سی است.